# A Revolução Sexual
A Revolução Sexual (1936) (Die Sexualität im Kulturkampf no original alemão, publicado em inglês como Sexuality in the Culture Struggle) é um livro de Wilhelm Reich. O subtítulo é Para a Reestruturação socialista dos Humanos. Esta duplicidade de título reflete a estrutura em duas partes do trabalho; a primeira parte analisa a crise da moral social burguesa e as tentativas de reforma sexual que preservavam a estrutura da sociedade capitalista e ideologia da família e do casamento. A segunda parte (ligada ao subtítulo) reconstrói a história da revolução sexual que ocorreu no establishment da União Soviética desde 1922, e que teve resistência de Stalin no final dos anos vinte .

## Diferenças entre edições
A edição de 1945  mudou inexplicavelmente o título para A Revolução Sexual (ao passo que o título anterior era Sexualidade no Esforço Cultural). Esta mudança afetou não apenas a perspectiva mas também a metodologia, resultando numa apresentação deturpada do real trabalho contido no livro. Mais instrutiva foi a mudança no subtítulo: para Em Direção a uma Estrutura Autorreguladora.
As edições, desde 1945, também tiveram alguns ardis, mudanças de terminologia e abusos de editores, alguns dos quais tiveram a intenção de disfarçar a orientação revolucionária comunista, para evitar ofender o suscetível público americano. Houve também relevantes omissões e mudanças de conteúdo; enquanto a edição original (1936) baseou sua teoria na rejeição da família, enquanto instituição, as versões amenizadas rejeitaram apenas a estrutura familiar autoritária, buscando substituí-la por uma melhor e mais natural  forma de família. Outras omissões ou mudanças afetaram os termos envolvendo religião, classes sociais, políticas radicais de esquerda, burguesia, família, moralidade, sexualidade, proletariado, etc.
Em 1992, o editor Italiano Erre Emme publicou, logo no primeiro momento, não apenas uma edição integral como a de 1936, mas também revelou as integrações da edição de 1945, com o objetivo de permitir uma confrontação científica.

## Conteúdo
Na primeira parte, Reich explica que as neuroses sexuais derivam da falta de gratificação da sexualidade natural. A sexualidade natural torna-se insatisfeita e, como consequência, cria neuroses devidas à sua supressão pelo Estado autoritário. Para o autor, este Estado é melhor caracterizado como capitalista e baseado na unidade da família patriarcal, na qual cada pai representa a autoridade absoluta, tal como o Estado.
De acordo com Reich, o Estado autoritário usa várias ferramentas para suprimir de seus cidadãos a sexualidade natural. Tais ferramentas englobam o que o autor entende por conservadorismo e moralismo anti-sexual e incluem:
- A ideologia do casamento monogâmico e vitalício, chamado por Reich de casamento obrigatório.
- A supressão da sexualidade infantil, citada como causa primária de desejos sexuais anormais e perversões ao longo da vida adulta.
- Falta de educação sexual honesta e liberdade sexual entre adolescentes.
- A Perseguição daquilo que venha a ser considerado anormal, como a homossexualidade.
- A Ilegalidade do aborto.
- O casamento como instituição legalizada e a falta de uma mais ampla gama de causas válidas para o divórcio.

Estes vários fenômenos fazem com que os cidadãos, além de reprimirem seus desejos naturais, criem novos, neuróticos, doentios desejos sexuais. O autor explica que ocorre uma realimentação entre a supressão/repressão de desejos naturais e o próprio aumento do poder do Estado autoritário.
O objetivo do Estado autoritário, seja consciente ou não, é preservar sua estrutura econômica através da continuidade da família patriarcal como sua unidade social primária. A família, segundo Reich, é essencial à estrutura econômica do capitalismo pois ela beneficia o capitalista assim como o preserva até a geração seguinte. O objetivo posterior é alcançado pela supressão da atração sexual infantil pelos pais, produzindo, por conseguinte, uma união reprimida à unidade familiar.
A criança ambiciona relações familiares e imita o ascendente do mesmo sexo na criação da sua própria família. O capitalista tira proveito da unidade econômica da família por causa da dominação econômica do marido sobre a esposa, que é dependente daquele e trabalha em casa sem salário. Isto permite ao empregador do marido lhe pagar um salário menor pois o empregador não precisa levar em conta o custo que o marido teria para pagar uma doméstica ou babá. Esta falta de salário extra para o trabalho feminino tradicional e educação das crianças encoraja a mulher a ser econômica, ao passo que permite ao empregador ter mais capital para si próprio. O marido também tira proveito pois ele tem em casa o poder e autoridade que não necessariamente tem no trabalho.
No prefácio da edição de 1945, Reich diz que nossa estrutura familiar ocidental foi herdada da antiga estrutura patriarcal.
Fraenkel (1992) percebe que a suposta "revolução sexual", alegada para o ocidente desde o final dos anos 60, é uma impropriedade. Sexo não é realmente aproveitado livremente e isto é observado em todos os campos culturais ("dessublimação repressiva" ). Para deslocar-mos daquilo que seria nossa liberação sexual real, nós somos obrigados a modificar nossa estrutura mental e nossa inibição moral. Ao inverso, a moral judaico-cristã ainda permanece e pequenas mudanças sociais são exageradas pois são vistas sob foco. Inclusive muitos que se declaram ateus simplesmente secularizaram e internalizaram os mesmos antigos preceitos morais.
A ideologia burguesa tinha um poderoso desejo que os adolescentes atingissem a maturidade sexual e fosse reprimidos à abstinência sexual. Para justificar esta triste privação, que era base de sua infelicidade, toda forma de justificativa não científica e até ridícula era apresentada. Este fenômeno, entretanto, não acontecia em sociedades que não tinham uma forte influência da ideologia patriarcal, marcada pela agricultura mecanizada, como mostram estudos antropológicos interculturais. Tais sociedades são controvertidamente chamadas "primitivas" pelos ocidentais.
Entre os antropólogos que estudaram tais povos e chegaram a conclusões similares, se encontram Bronisław Malinowski, com seu trabalho de 1929, A Vida Sexual dos Selvagens na Melanésia Ocidental, Ploss-Bartels, Havelock Ellis , Hans Meyer.
Há um esforço para impedir que pubescentes deem  início à atividade sexual. Isto inclui sonegar-lhes acesso à informação. A chamada educação sexual é praticamente um engodo que foca a biologia, dissimulando os aspectos da excitação, que os interessa mais, e esconde o fato de que suas preocupações e dificuldades se originam do impulso não satisfeito

## Nota
- Este artigo foi inicialmente traduzido, total ou parcialmente, do artigo da Wikipédia em inglês cujo título é «The Sexual Revolution», especificamente desta versão.